# Кутлак (река)
Кутла́к (также Юрта-Багалар-Узень, Юрт, Баглар-Узень; укр. Кутлак, крымскотат. Qutlaq, Къутлакъ) — маловодная река на юго-восточном берегу Крыма.

## Описание
Длина водотока 9,0 км, площадь водосбора 28,2 км². Начинается балкой Юртун-Дереси в Главной гряде Крымских гор на юго-западном склоне горы Юхары-Таркез, крутопадающей балкой на юго-западном склоне горы Теркез-Оба, на высоте примерно 700 м). Течёт в общем направлении на юг. Образует в нижнем течении Кутлакскую долину (в путеводителе Москвича 1911 года — долина Мерьялиде), образовавшуюся в результате тектонических процессов, в которой расположено село Весёлое (до 1945 года Кутлак), вдоль реки тянется двухсторонняя пойма шириной от 50 до 400 м. Склоны окружающих гор покрыты скудной растительностью с преобладанием кустарника. Впадает река в Кутлакскую бухту Чёрного моря.
Согласно книге «Реки и Озёра Крыма» в верховье реки находится водопад высотой 25 м, по другим данным — водопад Су-Чаптран (или Кемчегин-Дере) имеет высоту 10 м и находится на одном из притоков Кутлака — балке Су-Чаптран.
Водный режим балки характеризуется периодическим стоком, вызванным дождями и снеготаянием, иногда в летнее время наблюдаются кратковременные ливневые паводки, возможны катастрофические селевые потоки. У балки, согласно справочнику «Поверхностные водные объекты Крыма», имеется 3 безымянных притока, длиной менее 5 километров (по книге «Реки и Озёра Крыма» притоков у реки нет), при этом на подробной туристической карте, при создании которой использовались материалы сборника «Крым. Географические названия», поименованы левые притоки-овраги от устья Тикенли-дере, Кызылчик-дере и Судак-дере, Николай Рухлов в труде «Обзор речных долин горной части Крыма» 1915 года упоминает левые притоки Юзум-Дрек и Судак-дере и правые Балтаджи, Мезарлык и Лифтикар — все в пределах кутлакской котловины. Водоохранная зона реки установлена в 50 м.

### Селевая активность и селевой поток 1967 года
Сели в долине проходят периодически с разной интенсивностью. Селевые расходы на реке Шелен могут достигать 103 м³/с. В годы наблюдений сели отмечены в 1956, 1960, 1964, 1967, 2002, 2004 годах. В 1956 году после прохождения потоков в устье реки Шелен образовался полуостров шириной 89 м и высотой 0,8 м. Береговая линия переместилась в море на 41 м. Сель 1964 года 40 метров протащил глыбу размером 2,1×1,4×1,3 м.
9 июля 1967 года в долине прошёл сильнейший ливень, вызвавший крупный селевой поток. Когда погода начала портиться за отдыхающими на берегу из Весёлого отправили две грузовые машины, куда погрузили в первую очередь отдыхавших детей из Днепропетровской области. Водители передвигались по грунтовке в русле спрямлённого сухого водотока реки Кутлак. Одну из машин полутораметровый грязевой поток перевернул и протащил в сторону моря почти на 1500 метров. На поверхности воды образовался слой плавающих брёвен, обломков толщиной до метра, подгоняемый к берегу прибоем. Людей потоком затягивало под него. Часть пострадавших спасли оставшиеся на пляже. Поиск тел водолазами продолжался неделю. Погибло по разным данным от 26 до 22 человек, из них 15 детей. Местные газеты о трагедии умолчали. Информацию передала радиостанция «Голос Америки». В 1968 году недалеко от Весёлого установили памятный знак со списком из двадцати имён.

Долина реки Кутлак. Памятный знак жертвам селя 1967 года
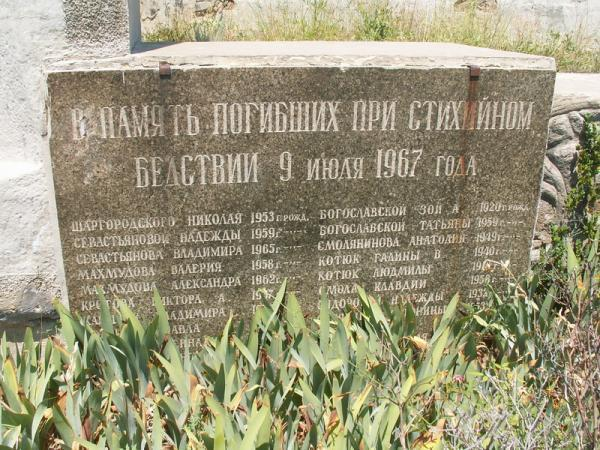
Мемориальная табличка с именами погибших

## История

### Фонтан Коин-Чешме
В центре села Весёлое находится примечательный старинный (предположительно, сооружённый ещё до мусульманизации местного населения) фонтан Коин-Чешме. Ранее назывался Биюк-Чешме, располагался у мечети, у Рухлова дебет приводится в 6100 вёдер в сутки, упоминается о строительстве водозаборного устройства в 1828 году. Современный вид фонтан обрёл после реконструкции 1998 года, о чём сообщается в табличке на облицовке.

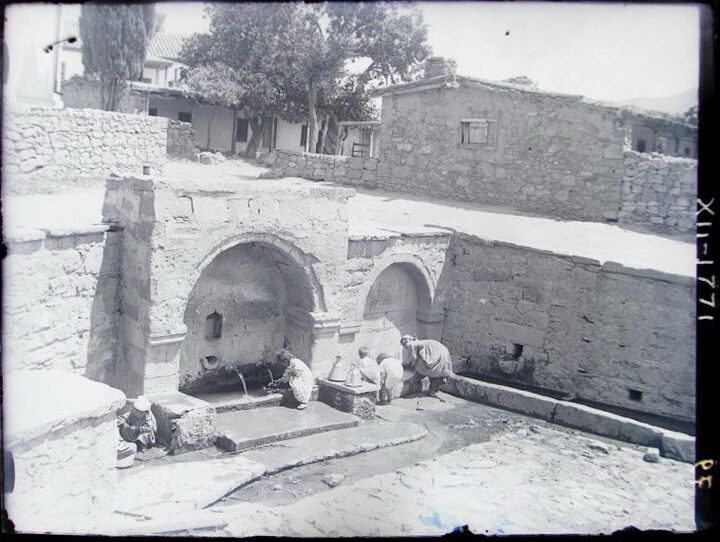
Фонтан Биюк-Чешме, 1920 год.
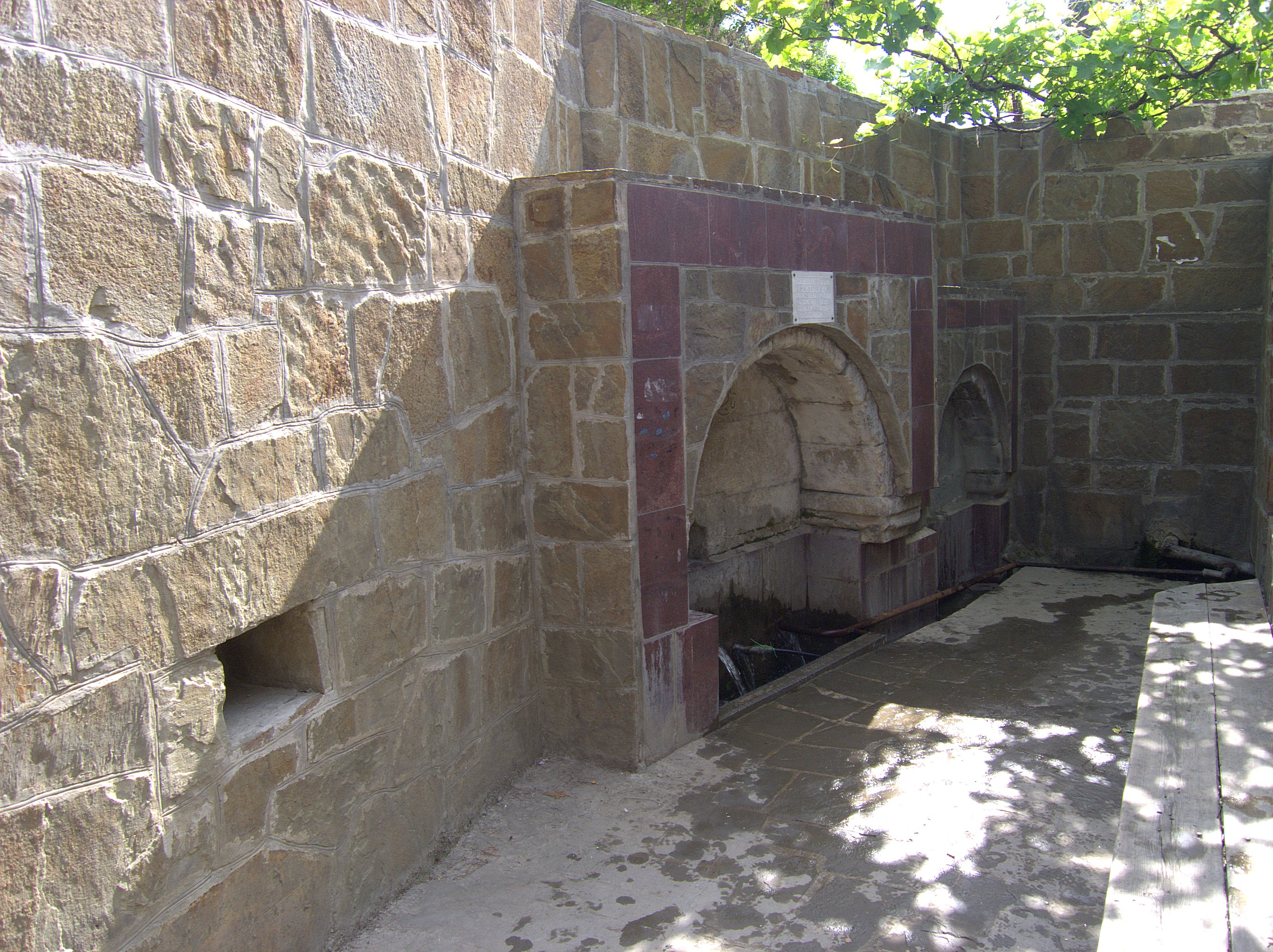
Современный вид.